# Szilvia Káhn

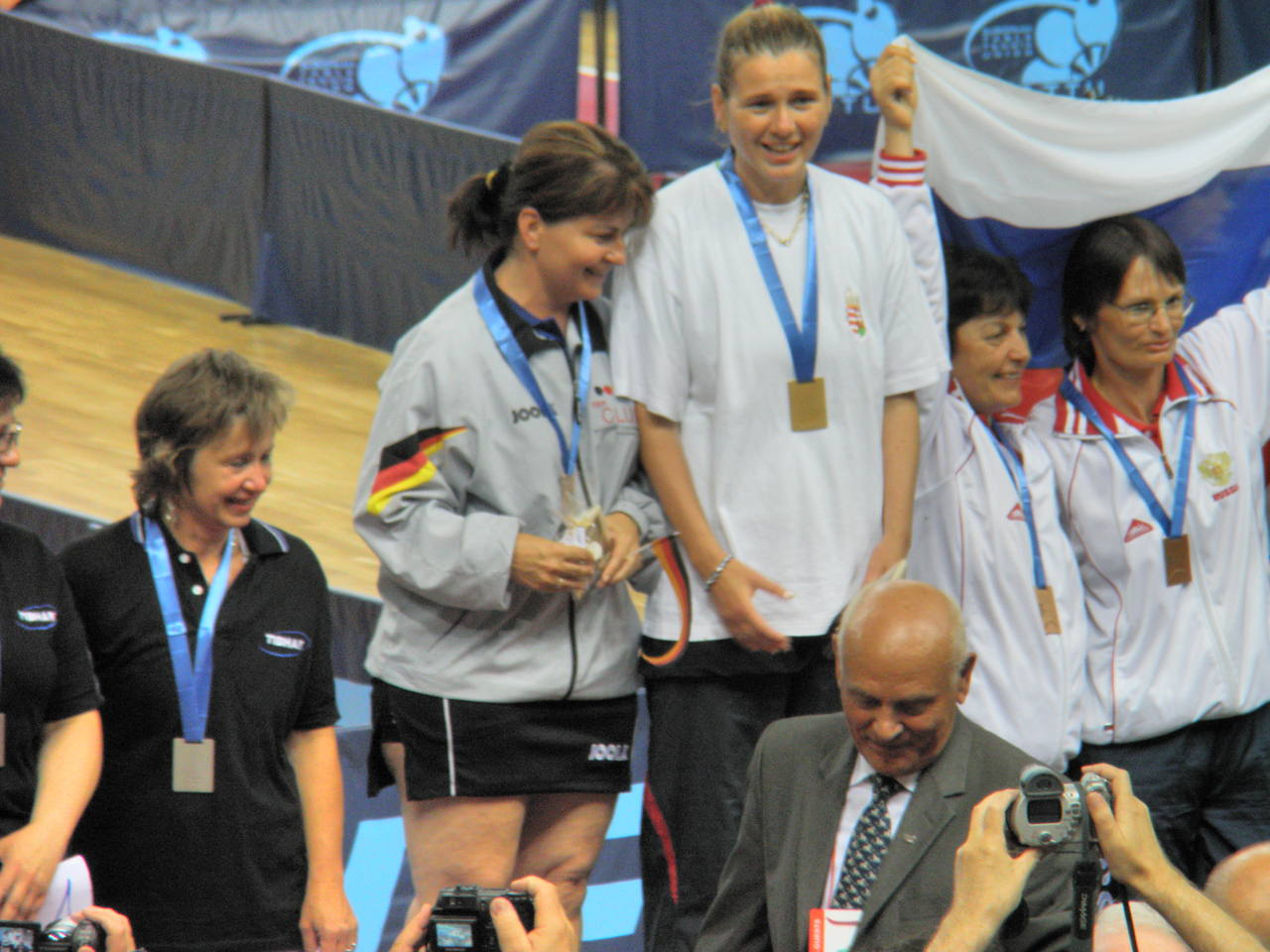
Olga Nemes und Szilvia Káhn (dritte von rechts) bei der Siegerehrung der Senioren-Europameisterschaft in Poreč im Juni 2009

Szilvia Káhn (* 31. Dezember 1969) ist eine ungarische Tischtennisspielerin. Sie gewann 2009 die Senioren-Europameisterschaft im Doppel.

## Karriere in Ungarn
Dreimal wurde Káhn für Jugendeuropameisterschaften nominiert. Dabei holte sie 1984 mit der ungarischen Mannschaft Gold. 1986 und 1987 erreichte sie im Einzel das Halbfinale. Bei den nationalen Meisterschaften der Erwachsenen gewann sie fünf Titel: 1987 im Einzel und im Mixed mit Zsolt Kriston, 1988 im Mixed mit dem gleichen Partner, 1989 im Doppel mit Krisztina Karádi sowie 1990 im Mixed mit Béla Frank. Mit dem Verein Statisztika Petőfi SC wurde sie 1986/87 und 1988/89 Mannschaftsmeister von Ungarn. Bei der Weltmeisterschaft 1987 erreichte sie mit der Mannschaft Platz drei.

## Karriere in Deutschland
1995 begann Káhn bei deutschen Vereinen, mehrere Jahre auch in der Bundesliga, zu spielen. Über die Stationen SpVgg. Ludwigsburg (1995/96), TV Busenbach (1996/97), MTV Stuttgart (1997/98), SV Böblingen (1998/99) und Burgstall gelangte sie zum TTC Bietigheim-Bissingen, mit dem sie in der Saison 2009/10 in der Verbandsliga Meister wurde. Mit einer 40:0-Bilanz trug sie maßgeblich zu dem Erfolg bei. Heute (2015) spielt sie beim TSV Oberboihingen.
2009 nahm sie erstmals an einer Senioren-Europameisterschaft teil. Obwohl sie noch keine 40 Jahre alt war, durfte sie im kroatischen Poreč in der Klasse der 40- bis 49-Jährigen antreten. Hier erreichte sie im Einzel das Endspiel, in dem sie Olga Nemes unterlag. Mit Olga Nemes wurde sie Europameisterin im Doppel.

## Privat
Szilvia Káhn hat zwei Kinder. Ihre in Budapest geborene Tochter Leonie Hartbrich trat bei der Weltmeisterschaft 2019 für Ungarn an.

## Turnierergebnisse
| Verband | Veranstaltung                         | Jahr | Ort             | Land | Einzel     | Doppel       | Mixed     | Team |
| ------- | ------------------------------------- | ---- | --------------- | ---- | ---------- | ------------ | --------- | ---- |
| HUN     | Jugend-Europameisterschaft (Kadetten) | 1984 | Linz            | AUT  |            |              |           | 1    |
| HUN     | Jugend-Europameisterschaft (Junioren) | 1987 | Athen           | GRE  | Halbfinale |              |           |      |
| HUN     | Jugend-Europameisterschaft (Junioren) | 1986 | Louvin La Neuve | BEL  | Halbfinale |              |           |      |
| HUN     | Weltmeisterschaft                     | 1987 | New Delhi       | IND  | letzte 64  | keine Teiln. | letzte 64 | 3    |